# Hans Tausens Kerk
De Hans Tausens Kerk (Deens: Hans Tausens Kirke) is een parochiekerk van de Deense Volkskerk in Islands Brygge op het noordwestelijke deel van Amager in de Deense hoofdstad Kopenhagen. De kerk werd vernoemd naar Hans Tausen, een protestants theoloog en de belangrijkste leider van de reformatie in Denemarken.

## Geschiedenis

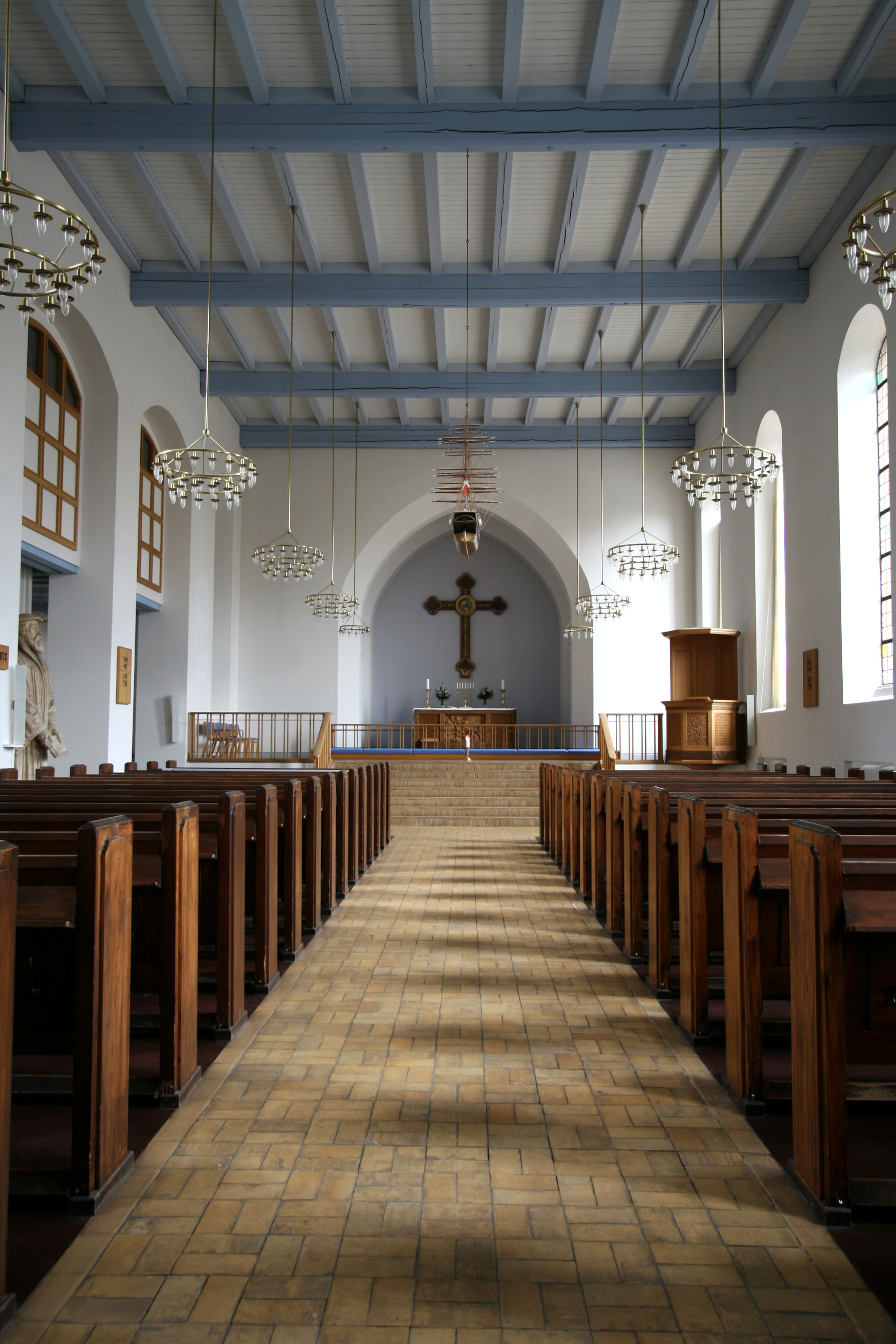
Interieur

De parochie Islands Brygge ontstond na afscheiding van de Christianshavn-parochie op 20 december 1915. Op 10 oktober 1915 werd voor de nieuwe parochie een kapel (het huidige parochiehuis) ingericht, waar men de kerkdiensten vierde tot het kerkschip werd voltooid. De huidige kerk werd ontworpen door Fredrik Appel en Kristen Gording. De eerstesteenlegging vond op 27 mei 1923 plaats en de kerk werd op 30 november 1924 ingewijd.
De toren is van latere datum en werd pas in 1936 toegevoegd.

## Architectuur
De kerk is gebouwd in rode baksteen. Binnen is de baksteen witgekalkt.

## Afbeeldingen

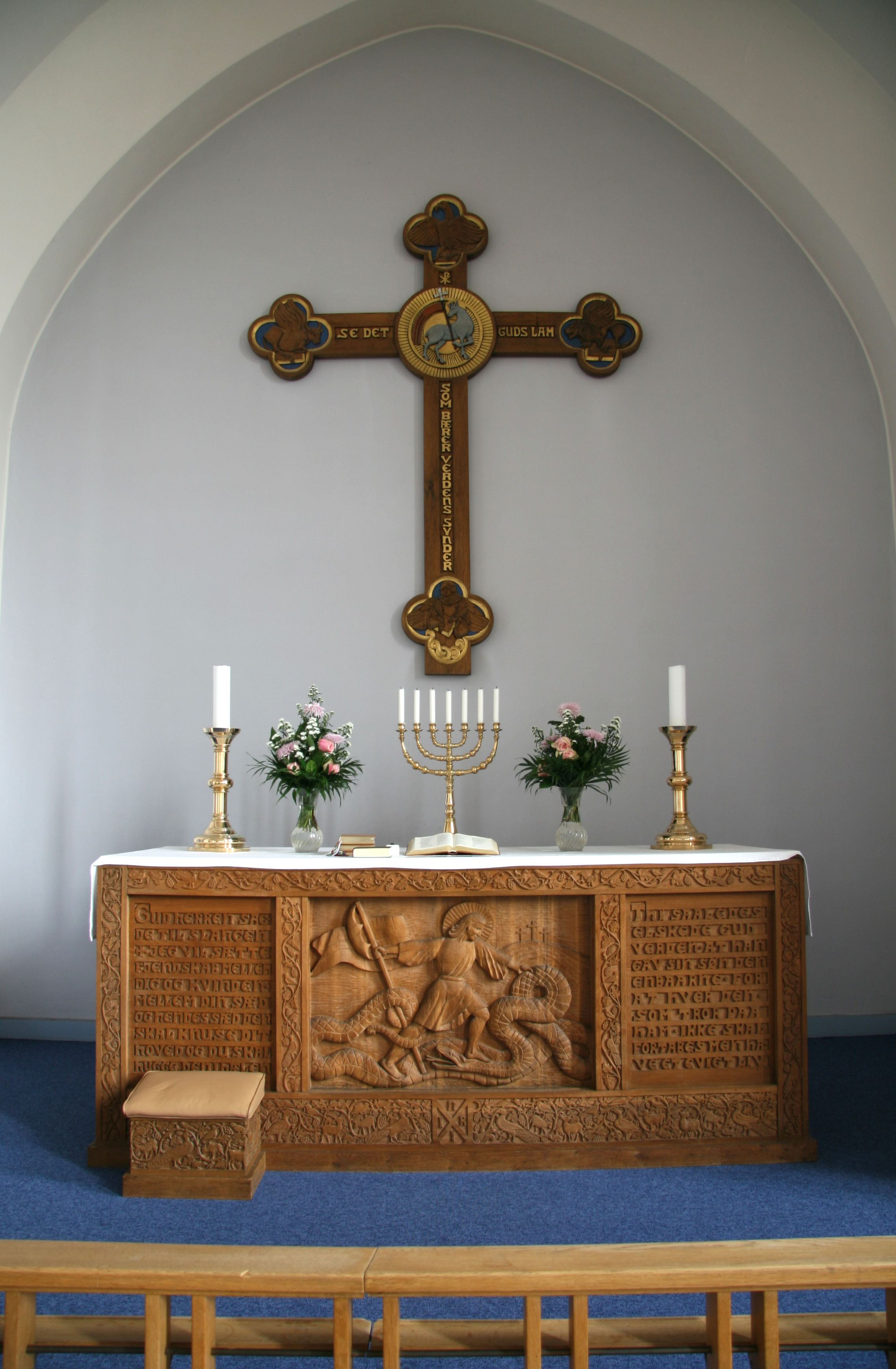
Altaar
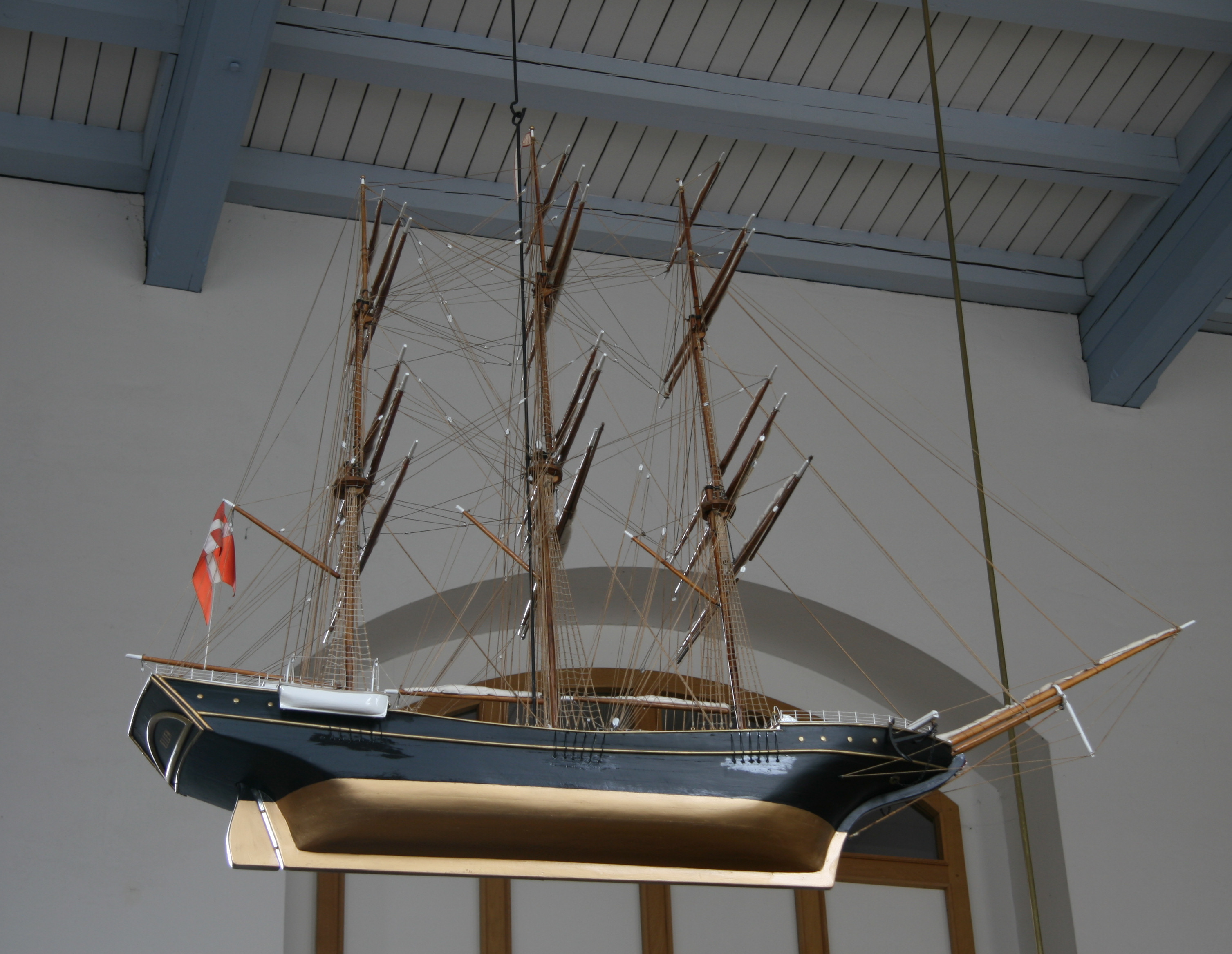
Scheepsmodel
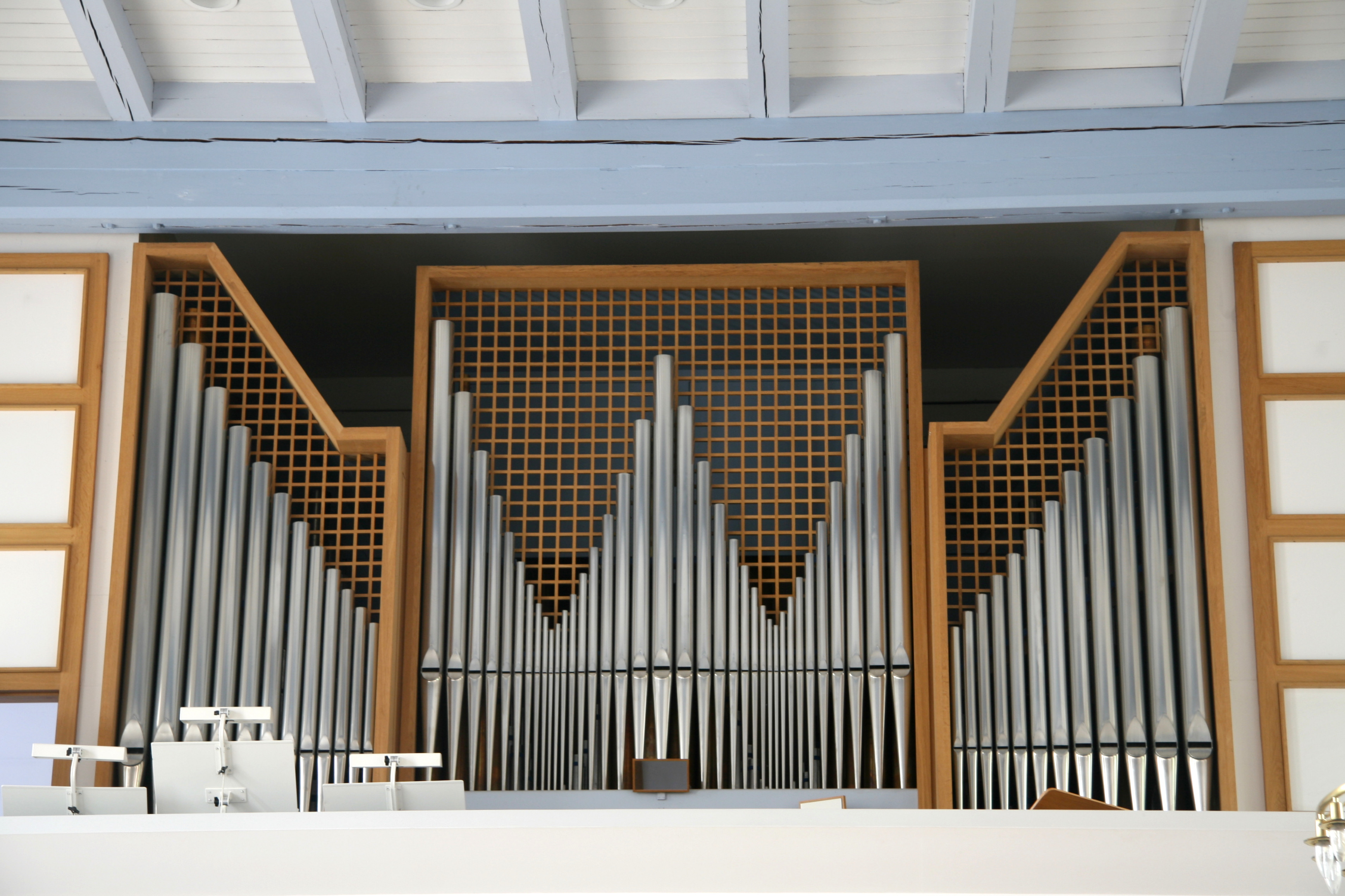
Orgel
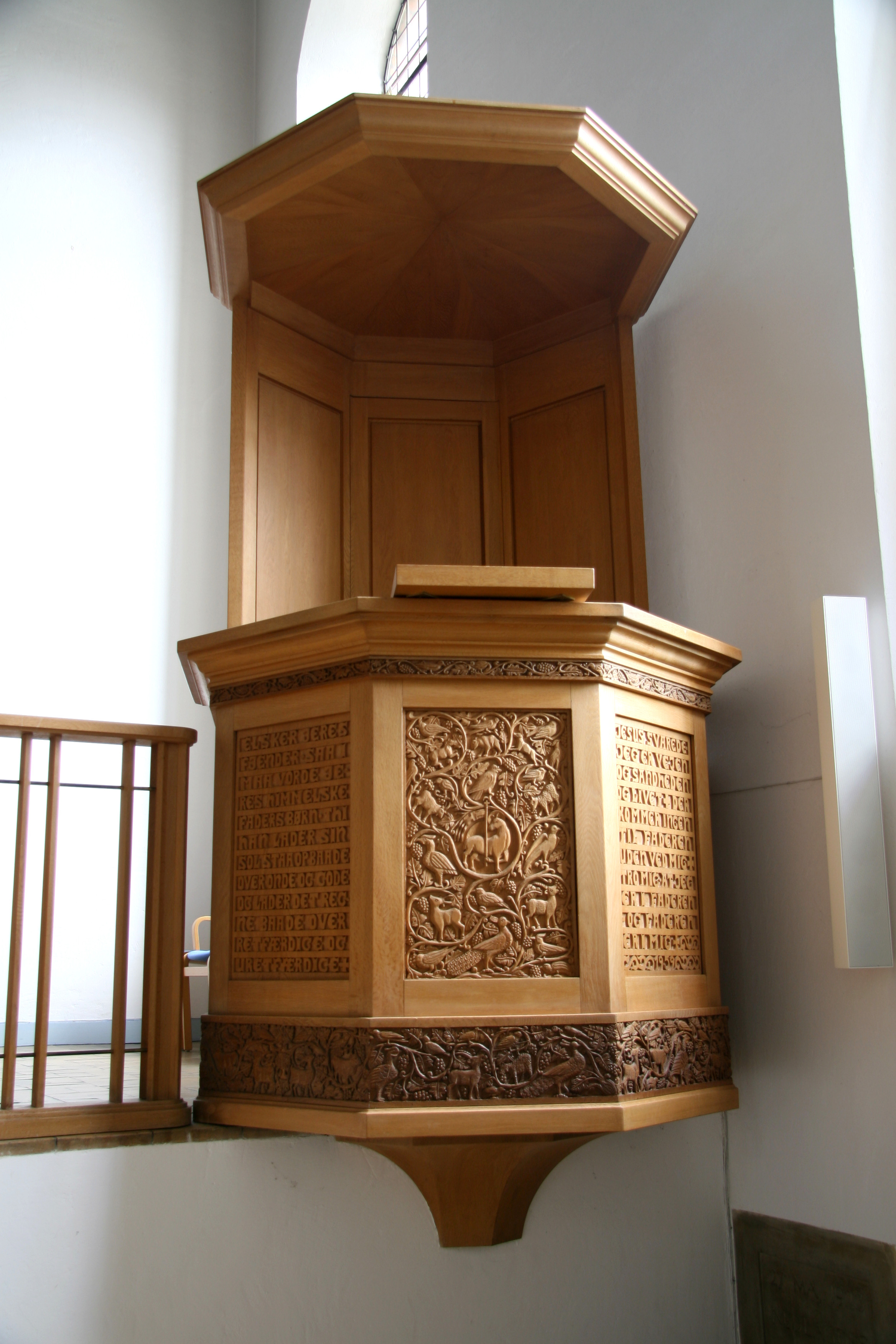
Preekstoel
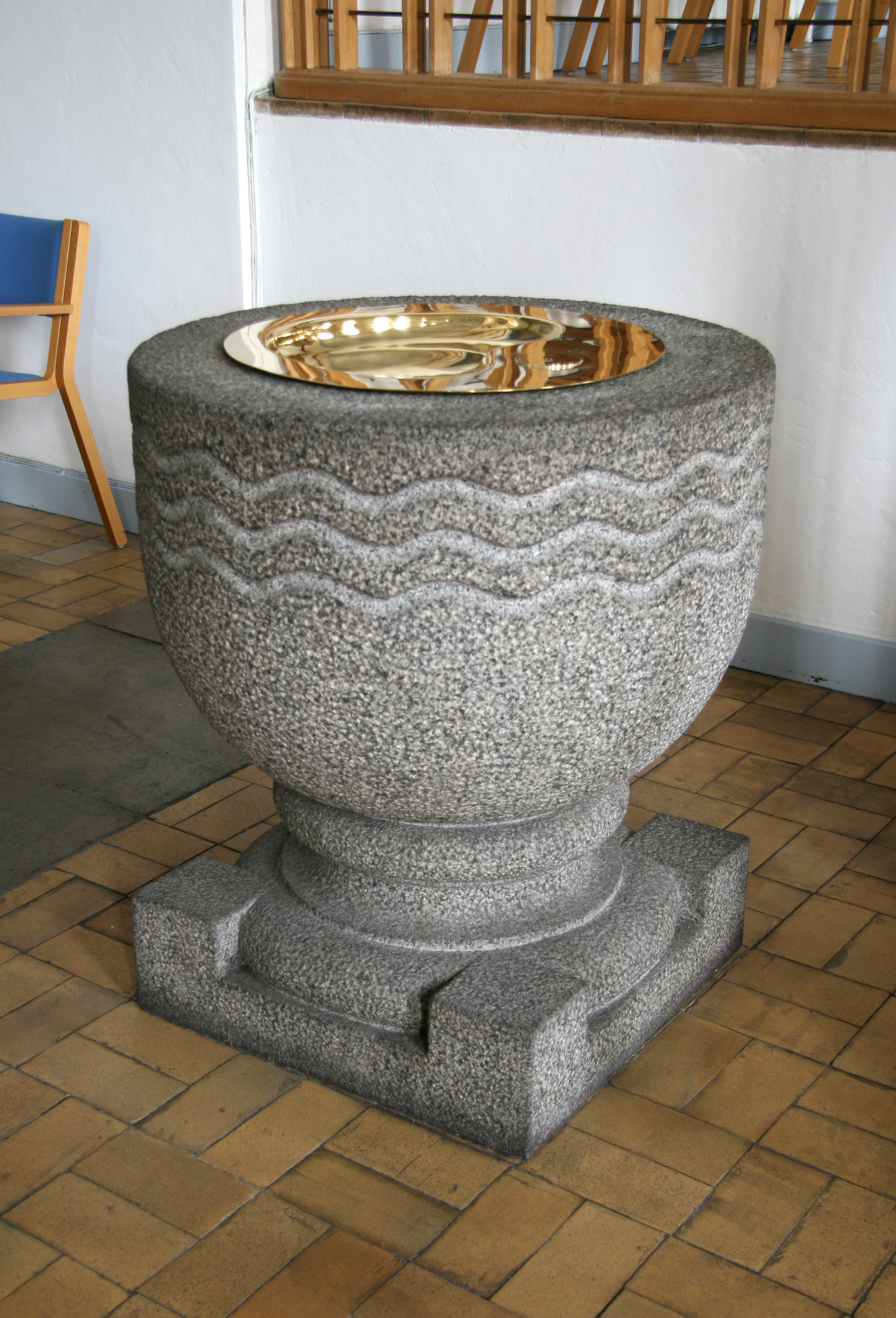
Doopvont